# Randal Falker
Randal Falker (St. Louis, Missouri, 22 de julio de 1985) es un jugador de baloncesto estadounidense que mide 2,01 metros y juega en las posiciones de ala-pívot y pívot. 

## Trayectoria deportiva
Tras llegar a Francia en 2008, jugó durante cuatro temporadas en las filas del Cholet. Tras una temporada en el Beşiktaş, regresa a Francia para jugar en el SLUC Nancy.
En 2014 fue escogido como mejor extranjero de la Pro A francesa, competición en la que el pívot del SLUC Nancy ha promediado 11.2 puntos, 9.3 rebotes y 3.7 asistencias.
En 2018, luego de un breve paso por Salta Basket -equipo con el que sólo disputó el Torneo Súper 20 de Argentina-, fichó con el CSU Sibiu de la Divizia A.